# Corey Domachowski
Pas d'image ? Cliquez ici

a Compétitions nationales et continentales officielles uniquement.

b Matchs officiels uniquement.
Dernière mise à jour le 20 mars 2024.
Corey Domachowski, né le 19 septembre 1996 à Church Village (Pays de Galles), est un joueur international gallois de rugby à XV jouant au poste de pilier gauche à Cardiff.

## Biographie

### Jeunesse et formation
Corey Domachowski naît le 19 septembre 1996 à Church Village, au pays de Galles. Il est d'origine polonaise par son arrière grand-père, Stefan, originaire de Mysłowice en Pologne, qui est un soldat de l'armée polonaise de l'Ouest et rescapé d'Auschwitz durant la Seconde Guerre mondiale, et qui s'est ensuite installé à Pencoed, au pays de Galles,.
Il commence le rugby dans le club de Gilfach Goch. Il joue ensuite au rugby à XV au niveau local avec le Pontypridd RFC dans le championnat du pays de Galles de 2015 à 2019, où il participe à 43 rencontres,. En parallèle, il rejoint le centre de formation de Cardiff.
En 2016, il est sélectionné en équipe du pays de Galles des moins de 20 ans pour le Tournoi des Six Nations des moins de 20 ans. Il joue les cinq matchs du tournoi que son pays remporte en réalisant le Grand Chelem. Il s'agit de la première fois que les Gallois remportent cette compétition. Quelques mois plus tard, il est de nouveau convoqué pour le championnat du monde junior. Il joue cinq match et son pays termine septième.

### Débuts professionnels (2016-2023)
Corey Domachowski fait ses débuts professionnels avec Cardiff à seulement 19 ans, le 6 mars 2016, à l'occasion de la 17e journée de Pro12 de la saison 2015-2016 contre Galsgow. Il entre en cours de partie et son équipe perd 27 à 20,. Il s'agit de son seul match de la saison.
En 2016-2017, il profite des nombreuses absences au poste de pilier gauche pour gagner du temps de jeu. Ainsi, les blessures de Gethin Jenkins, Rhys Gill et Brad Thyer, trois piliers gauche, lui permettent de connaître sa première titularisation lors d'une rencontre de Challenge européen contre la Section paloise et son équipe l'emporte 21-22. Il joue au total onze matchs dont quatre en tant que titulaire durant la seconde partie de saison.
En début de saison 2017-2018, il signe un nouveau contrat à long terme avec Cardiff, récompensant ses bonnes performances de la saison passée. Son club attend beaucoup de lui et souhaite en faire un joueur important pour les années à venir. À la fin de cette saison, son club bat Gloucester en finale du Challenge européen. Toutefois, Domachowski ne participe pas à cette finale,.
Durant les saisons 2020-2021 et 2021-2022 il est en concurrence avec Rhys Carré pour la place de titulaire au poste de pilier gauche, alternant avec lui durant ces deux saisons. Ce n'est qu'en fin de saison 2022-2023 que Corey Domachowski gagne la place de titulaire.

### Débuts internationaux (depuis 2023)
Début mai 2023, il est présélectionné avec le pays de Galles dans un groupe de 54 joueurs pour préparer la Coupe du monde 2023. C'est la première fois qu'il est appelé avec son pays,. Quelques semaines plus tard, il est conservé dans un groupe plus restreint de 42 joueurs. Le 5 août 2023, il connaît sa première cape avec le pays de Galles à l'âge de 26 ans, lorsqu'il est titularisé pour le premier match de préparation au Mondial, face à l'Angleterre. Aux côtés de son coéquipier Keiron Assiratti en première ligne, les Gallois battent les Anglais 20 à 9,. Pour le deuxième match de préparation, il n'est pas reconduit sur la feuille de match, Gareth Thomas et Kemsley Mathias lui étant préférés. Il est finalement sélectionné dans le groupe de 33 joueurs participant à la coupe du monde.
En début de saison 2023-2024, il prolonge son contrat avec son club. En janvier 2024, il est sélectionné pour le Tournoi des Six Nations.

## Statistiques

### Internationales

#### Équipe du pays de Galles des moins de 20 ans
Corey Domachowski a disputé dix matchs avec l'équipe du pays de Galles des moins de 20 ans en une saison, prenant part à une édition du Tournoi des Six Nations des moins de 20 ans en 2016, et à une édition du championnat du monde junior en 2016. Il n'a inscrit aucun point.

#### Équipe du pays de Galles
Au 16 août 2023, Corey Domachowski compte 10 sélections en équipe du pays de Galles et n'a pas marqué de points.
| Année | Compétition | Matchs | Points | Essais |
| ----- | ----------- | ------ | ------ | ------ |
| 2023  | Test matchs | 1      | -      | -      |
| Total | Total       | 1      | 0      | 0      |

## Palmarès

### En club
Néant

### En équipe nationale
- Pays de Galles -20
  - Vainqueur du Tournoi des Six Nations des moins de 20 ans en 2016 (Grand Chelem)